# 中文歌曲龍虎榜
中文歌曲龍虎榜 (英文：Chinese Pop Chart) 是一個香港電台第二台的音樂節目，播放時間現時為星期六中午12時至下午2時。該節目的誕生是因應香港電台設立「中文歌曲龍虎榜」，以反映香港流行樂壇歌曲指標，並在每星期在電台公佈最新排名。現為香港歷史最悠久的中文歌曲排行榜。

## 由來
1970年代當年香港電台唱片騎師張文新參照美國American Top 40電台節目，首創全港樂壇第一個中文歌排行榜節目，在香港電台節目《青春交響曲》當中播放名為《新天地》的時段。起初因市場上推出有份量的中文新歌數量不多，節目中每月只排列10首最受歡迎歌曲。其後由於節目大受歡迎、《新天地》時段播出時間增加至一小時，其後在1976年正式命名為《中文歌曲龍虎榜》。1977年6月起，改為每週列出10首最受歡迎歌曲。到了1979年，更以中文歌曲龍虎榜每年的冠軍歌曲作為基礎，創出華語區其中最早的一個音樂頒獎活動「十大中文金曲頒獎音樂會」典禮，對推動中文樂壇影響深遠。
原本該節目的全部時間以倒數每星期居於「中文歌曲龍虎榜」首20名的香港流行樂壇的歌曲，直至2000年，香港電台與兩岸及東南亞地區的電台合作，創立「全球華語歌曲排行榜」以一個排行榜來反映該等地區華語歌曲的實力。自始，每星期《中文歌曲龍虎榜》節目內劃分半小時以公佈登上「全球華語歌曲排行榜」歌曲排名，已在2019年8月31日結束。
另外，節目亦製作約兩分鐘的片段，內容由主持人介紹其中一首該星期登上《中文歌曲龍虎榜》的歌曲，包括作曲、填詞、編曲及主唱者的資料，曲風﹑詞意及有關該歌曲的製作花絮等，並會播放該首歌曲的節錄片段。這個兩分鐘的製作會被安排於香港電台旗下的粵語電台頻道（香港電台第一台﹑第二台及第五台）的不同時間內播出。

## 節目流程
- 1200~1230 倒數中文歌曲龍虎榜16至20位
- 1230~1300 倒數中文歌曲龍虎榜11至15位
- 1300~1330 倒數中文歌曲龍虎榜6至10位
- 1330~1400 倒數中文歌曲龍虎榜1至5位

## 主持
- 現任主持：黃天頤（天頤）
- 替更主持：白原灝、程振鵬、梁德輝、梁學曦
- 過往主持：張文新、黃小鳳、夏妙然、倪秉郎、梁繼璋、周國豐、彭晴
- 其他相關節目主持：陳永業（1993年至2001年在上海東方廣播電台“上錄音樂萬花筒”和香港電台“樂天新一派”倒數榜單）、鄭子誠（每逢周五在“音樂情人”重溫八、九十年代的榜單）

## 十大中文金曲獎候選資格
- 十大中文金曲獎/全球華人至尊金曲獎：該年度進入中文歌曲龍虎榜前三甲的歌曲（1993年前須為冠軍歌曲）。
- 優秀流行歌手大獎：該年度擁有進入中文歌曲龍虎榜前三甲歌曲的歌手
- 最有前途新人獎：該年度首次擁有進入中文歌曲龍虎榜前20位歌曲的歌手（2013年前另須推出個人唱片）
- 優秀流行國語歌曲獎：該年度進入中文歌曲龍虎榜前20位的國語歌曲

## 外部連結
- 香港電台 中文歌曲龍虎榜 節目網頁（页面存档备份，存于）
- 香港電台 中文歌曲龍虎榜 Facebook Page（页面存档备份，存于）

| 前一節目： 安哥同學會 | 香港電台第二台節目 星期六中午12時至下午2時 | 下一節目： 我是你的後援會 |